# Reichskloster Klingenmünster
Das Kloster Klingenmünster war ein Reichskloster, das sich auf der Gemarkung der heutigen südpfälzischen Gemeinde Klingenmünster befand und deren Keimzelle war. Ursprünglich wurde es auch „Kloster Blidenfeld“ genannt.

## Geschichte

### Gründung
Das Kloster wurde wahrscheinlich im Jahre 626 erbaut, in der Regierungszeit des Merowingerkönigs Dagobert I. (622–639). Für dieses Datum gibt es nur nachfolgende Indizien:
1. Die Gründung des Klosters geht auf die sogenannten „Schwarzen Mönche“ zurück, welche die Lehre Columbans vertraten. Diese Mönche haben im 7. Jahrhundert zahlreiche Klosteranlagen in Frankreich, Deutschland und Italien erbaut. Dagobert I. war ein Gönner Columbans und somit Stifter zahlreicher Anlagen. Bereits im 8. Jahrhundert wurde die Lehre Columbans durch die Lehre Benedikts abgelöst.
2. König Dagobert I. ordnete die Rechtsverhältnisse der Haingeraide. Es befindet sich nur eine Lücke im ununterbrochenen Zug der elsässischen und pfälzischen Geraiden, die sich von Wanzenau im Elsass bis Bad Dürkheim in der Pfalz entlang der Vogesen und der Haardt erstreckten. Diese Lücke ist deckungsgleich mit den Besitztümern des Klosters Klingenmünster.
3. Im Jahre 1737 erfuhr die baufällig gewordene romanische Abteikirche eine barocke Umformung. In einer Aktennotiz des Jahres 1737 berichtete der Pfarrer an die kirchliche Oberbehörde, dass die „allhiesige uhralte aO 626 erbaute Stifts- und Pfarrkirche“ eingerissen und neu erstellt werden soll. Der damalige Pfarrer könnte diese Jahreszahl nur in einer Bauinschrift gelesen haben, denn in den Wirren des Dreißigjährigen Krieges wurden alle Akten und Bestände vernichtet.

### Weitere Entwicklung
Am 25. Juli 782 bestätigt Karl der Große der Kirche von Speyer unter dem Bischof Flaido (auch Fraido) die Erlassung von Abgaben. In der 1. Reichenauer Verbrüderungsliste wird Flaido als Abt von Klingenmünster genannt. Die Liste selbst enthält keine Jahresangabe, jedoch ist Flaido ab 780 bereits als Bischof von Speyer bekannt.
Um das Jahr 840 brannten die Wohngebäude des Klosters und das Kirchendach ab. Dabei gingen alle Dokumente des Klosters verloren. Die Mönche baten deshalb Erzbischof Otgar von Mainz um Unterstützung und Wiederaufbau des Klosters. In einer St. Galler Mönchsliste wird Otgar als Abt von Klingenmünster genannt. Die 2. Reichenauer Verbrüderungsliste stellt eine Korrektur der Sankt Galler Mönchsliste dar, Otgar wird hier als Abt von Klingenmünster mit dem Zusatz Erzbischof geführt. 
Im 9. Jahrhundert war Hatto I. Abt des Reichsklosters Klingenmünster.

### Blütezeit des Klosters
Im 11. Jahrhundert ragt eine weitere Gestalt aus dem Konvent von Klingenmünster hervor. Mönch Gottschalk von Aachen ist von 1071 bis 1084 nachweisbar als geistlicher Notar von Heinrich IV. in der kaiserlichen Kanzlei tätig. Der Mönch selbst hat seine Ausbildung in Klingenmünster von dem Mönch Heinrich erfahren. Heinrich war ein großer „Liedermacher“ seiner Zeit. Nach Beendigung seiner Tätigkeit kam Gottschalk nach Klingenmünster zurück. 
Im 12. Jahrhundert legte Abt Stephan (1094–1114) einen weiteren Grundstein zur Blütezeit des Klosters. Der Klosterbesitz wurde durch Schenkungen, Stiftungen und billige Ankäufe beträchtlich vergrößert. Stephan kam vom Kloster Ebersheim und war bereits Abt von Weißenburg, Selz und Limburg, bevor er 1110 auch Abt von Klingenmünster wurde. Im Gegenzug wurde 1110 Mönch Konrad von Klingenmünster Abt in Ebersheimmünster. 
1115 wurde die Abtei von Adalbert I. von Saarbrücken, Erzbischof von Mainz, von allen königlichen, bischöflichen und vogteilichen Diensten und Lasten befreit. Dies geschah allerdings nicht ganz ohne Grund. Adalbert I. war ein Graf von Saarbrücken und versuchte seine Verwandtschaft in Klingenmünster in Amt und Würde zu bringen.
Zu Beginn des 13. Jahrhunderts war der Klosterbesitz zu großen Teilen bereits wieder veräußert und in den Besitz der Grafen von Leiningen und Zweibrücken übergegangen. Diese stammen ebenfalls in gerader männlicher Linie von den Grafen von Saarbrücken ab.
1223 stellte Papst Honorius III. das Kloster unter den besonderen Schutz des römischen Stuhles.

### Untergang des Klosters
Durch die verschiedenen Veräußerungen des Klosterbesitzes schwand die wirtschaftliche und politische Einflussnahme. Die adligen Familien der Umgebung ließen ihre nachgeborenen Söhne aus Versorgungsgründen in das Kloster eintreten. Dadurch entstand im Laufe der Zeit ein lebhafter Besucherverkehr der Verwandten, weshalb in der zweiten Hälfte des 15. Jahrhunderts das Kloster und die Ordenszucht in Verfall geriet. 
1452 rief Erzbischof Dietrich von Mainz in einem Mahnschreiben die Abtei zu besserer Zucht auf. Abt Bernhard (1440–1457) legte 1457 die Abtswürde im Kloster nieder, weil er den Anforderungen des Mahnschreibens nicht entsprechen konnte. Auch sein Nachfolger Abt Erpfo Brack von Klingen (1458–1483) führte eine notwendige Reform nicht durch. Die Reformvorschläge eines erneuten Mahnschreibens von Bischof Matthias von Rammung aus dem Jahr 1469 wurden ebenfalls nicht vollzogen. 
1490 waren in der Abtei nur noch vier Konventsmitglieder, weshalb Papst Innozenz VIII. die Abtei am 18. November 1490 in ein weltliches Chorherrenstift umwandelte. Der letzte Abt Eucharius von Weingarten (1483–1490) wurde zum ersten Propst erhoben.
Während der Amtszeit des dritten Propstes, Johann (1499–1506), litt das Kloster unter einer bayerischen Fehde und dem Landshuter Erbfolgekrieg. Um den Ruin des Stiftes abzuwehren, verpfändete Propst Johann verschiedene Dörfer. Trotz wiederholter Schutzbriefe des Kaisers wurde das Stift 1525 im Bauernkrieg durch die Bauern von Pleisweiler und Oberhofen geplündert. Leonhard Schnorr (1530–1538) übernahm als fünfter und letzter Propst das Stift. Wahrscheinlich ließ man aus Einsparungsgründen das Amt des Propstes eingehen, denn ab 1538 übernahm der Dekan die Leitung des Stiftes.
Mit dem Fortschreiten der Reformation und der Glaubensspaltung kam auch der Niedergang des Klosters. Kurfürst Friedrich III. führte in der Kurpfalz die Lehre Johannes Calvins ein. Zwischen 1565 und 1567 wurden alle Klöster aufgehoben und die Einrichtungen vernichtet. 1567 verstarb der greise Dekan Johann Ziegler als letzter Träger der Dekanswürde des Stifts. Der Stiftskustos Niklaus Will übergab daraufhin alle Urkunden, Akten und Register an die kurpfälzischen Beamten. Somit war die Säkularisation vollendet. Niklaus Will wurde der erste weltliche Dechant.

### Heutige Bilder

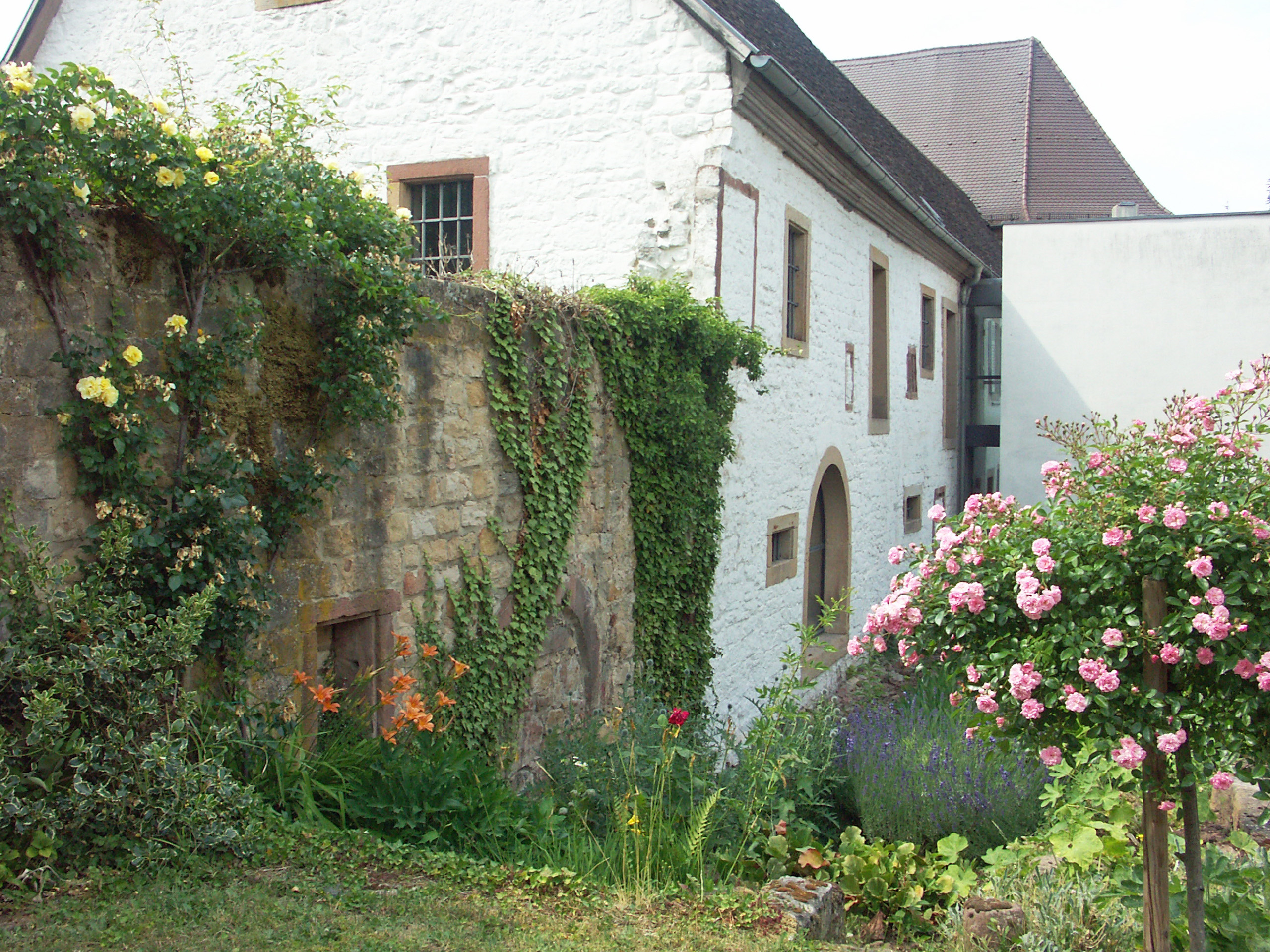
Außenmauer
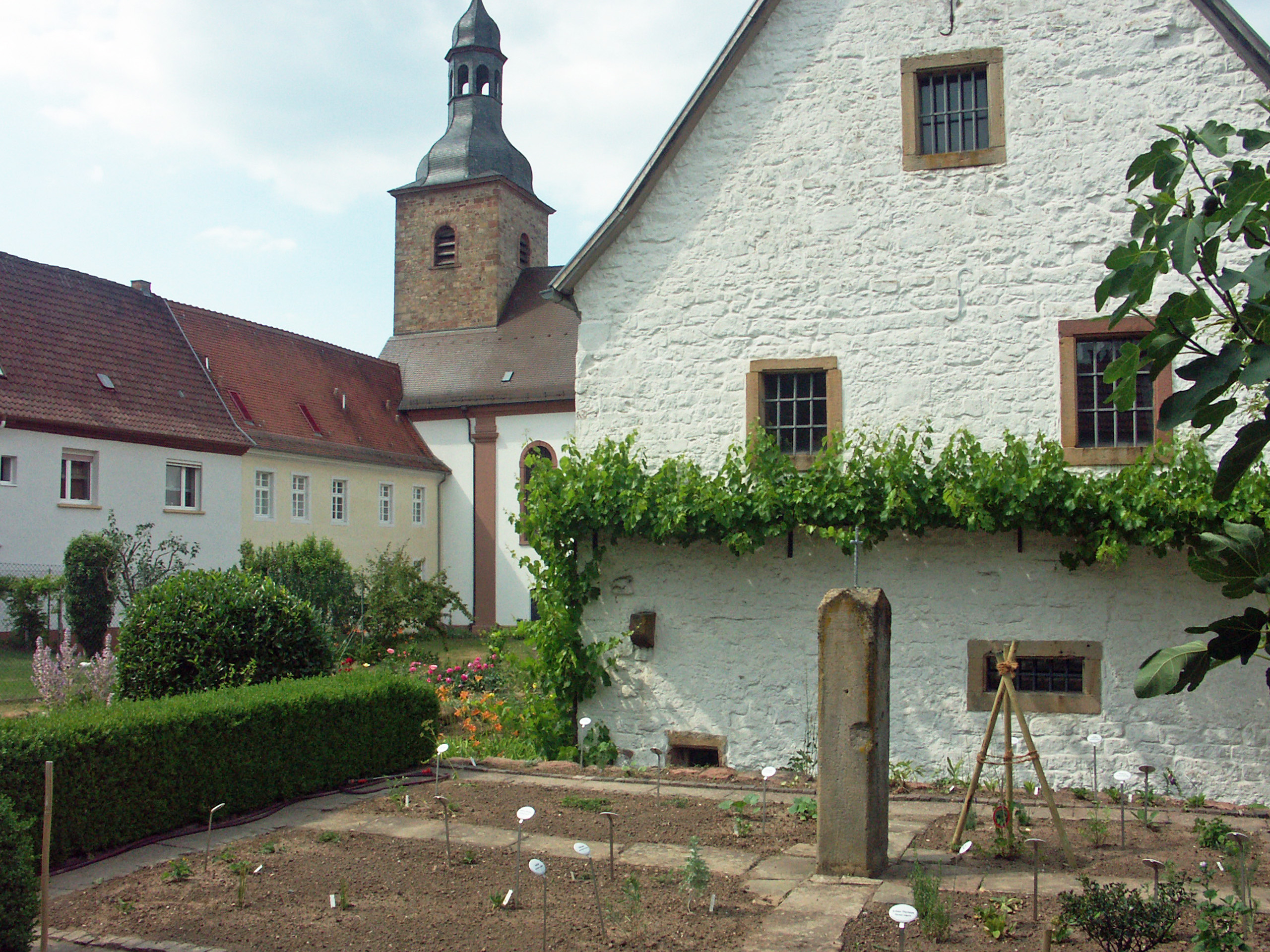
Der Kräutergarten
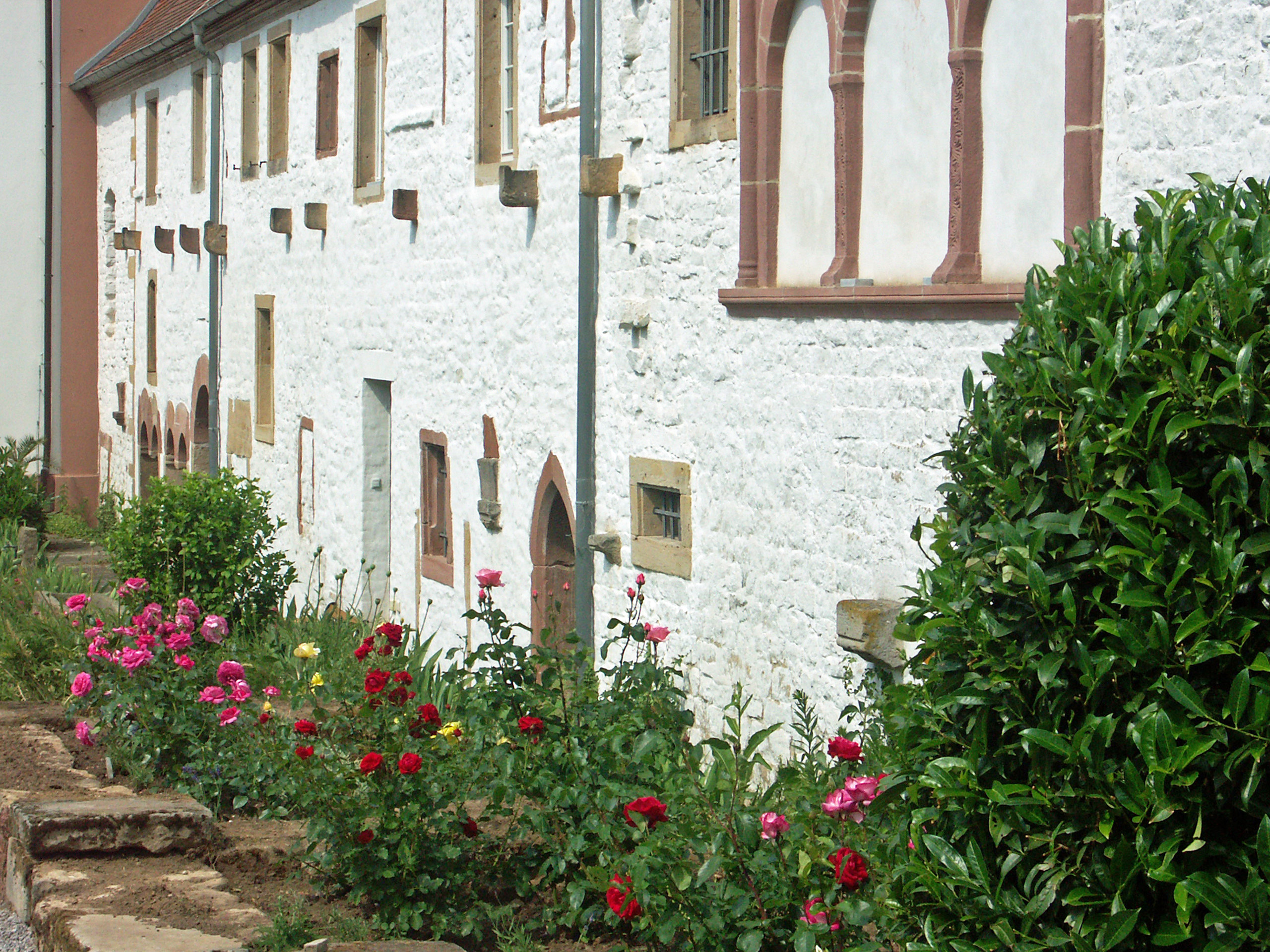
Historische Bausubstanz